# Josep Maria Serracant i Clermont
Josep Maria Serracant i Clermont (Sabadell, 24 d'octubre de 1946) és un perit químic i compositor català, dedicat sobretot al món de la sardana.
Serracant ha treballat en la indústria tèxtil a la seva ciutat. Sardanista de colla, va començar a compondre com a autodidacte i ha tingut de mestres Josep Maria Bernat i Manuel Oltra, que el va acollir com un fill. Ha estat l'impulsor −i president− de l'associació Músics per a la Cobla, la qual al llarg dels anys ha recopilat 35.000 partitures. Al local de Serracant on té la seu l'Associació Música per Cobla hi assagen la Cobla Mediterrània i la Cobla Sabadell.
Josep Maria Serracant ha recollit la seva experiència com a perit químic del tèxtil en la publicació col·lectiva Tints i colorants a Sabadell. Una història que ve de lluny (2015). Amb Jordi Roca i Tubau, és autor del llibre Joventuts Musicals de Sabadell, cinquantè aniversari (1956-2006) i amb Carles Riera i Vinyes i Josep Ventura i Salarich va signar el Diccionari d'autors de sardanes i de música per a cobla.

## Premis i reconeixements
- Accèssit en el concurs de promoció d'autors de l'Agrupació Cultural Folklòrica Barcelona amb Eixos penyals coberts de romaní (1970)
- Primer accèssit del Premi Joventut per Montserrat 1974 (1975)
- Premi Joventut per A una moreneta de Moià (1976)
- Premi Joventut i primer accèssit al Premi de la Crítica, a Girona, per Camí de nit (1978)
- Batuta d'honor de Joventuts Musicals de Sabadell (2006)[8]
- Premi SGAE de Sardanes (2009)[9]